# Vladislav Àrdzinba

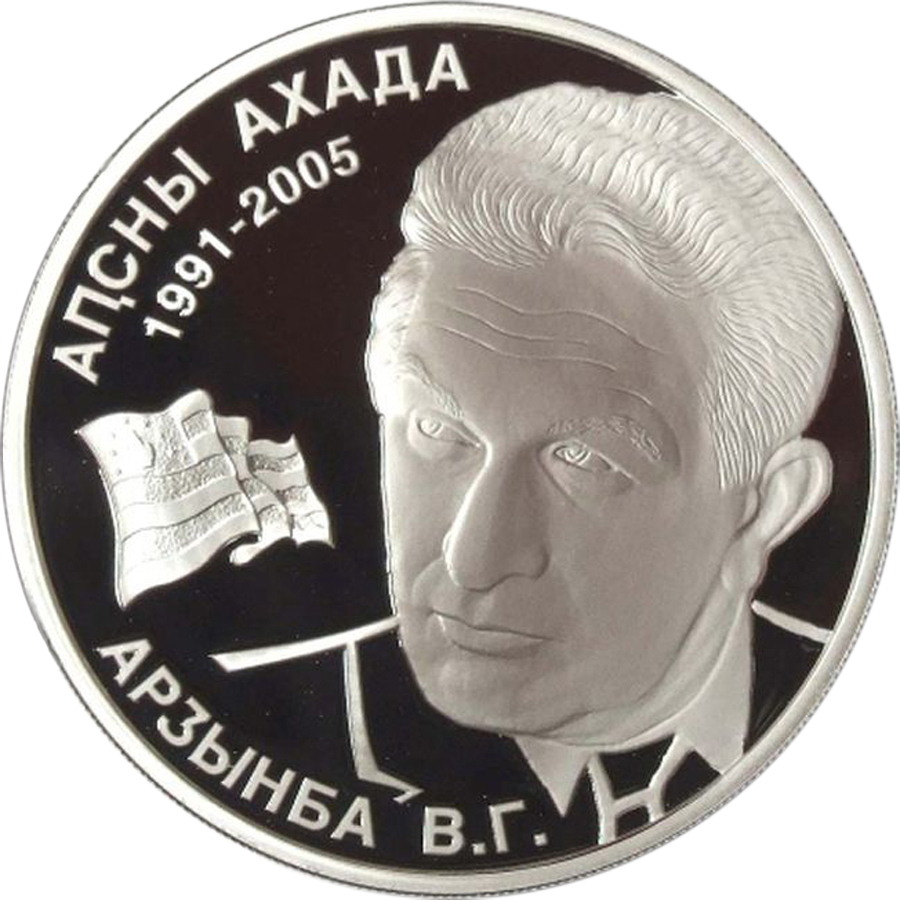
Vladislav Àrdzinba en una moneda abkhaza.

Vladislav Àrdzinba (en abkhaz: Владислав Григори-иҧа Арӡынба) (14 de maig de 1945 - Moscou, 4 de març de 2010) fou un polític abkhaz, primer president de la república no reconeguda d'Abkhàzia.
Es graduà en història a l'Institut Pedagògic de Sukhumi i va viure vuit anys a Moscou estudiants civilitzacions orientals. Des de finals dels 80 es va relacionar amb el moviment secessionista abkhàs, alhora que mantenia lligams estrets amb els sectors comunistes més recalcitrants. Fou elegit diputat en el darrer Soviet Suprem el 1989, i el 1990 fou escollit també portaveu del Soviet Suprem d'Abkhàzia.
Quan el 1992 esclatà la Guerra d'Abkhàzia, les tropes georgianes l'expulsaren de Sukhumi i es va establir a Gudauta, que era una base de Rússia. Quan Geòrgia va perdre el control sobre Abkhàzia el 1993, va tornar a Sukhumi i vencé a les eleccions del 1994, considerades il·legals per l'ONU. Tornà a vèncer a les eleccions del 1999 com a candidat únic, però no aconseguí ser reconegut malgrat les reunions que va mantenir amb Borís Ieltsin, Vladímir Putin i Eduard Xevardnadze. Fou acusat de governar de manera autocràtica, de no respectar els drets humans i de practicar la neteja ètnica amb la població no abkhàs. En els darrers anys del seu mandat no aparegué gaire en públic a causa de la seva mala salut, i delegà poders en el seu primer ministre Raul Khadjimba.
El 12 de febrer de 2005 acabà el seu mandat, uns mesos més tard del que corresponia, malgrat les protestes del grup opositor Amtsakhara. Fou substituït per Serguei Bagapx, malgrat les protestes per l'assassinat el 2004 del cap opositor Garri Aiba.